# 13610 Lilienthal
13610 Lilienthal (1994 TS16) là một tiểu hành tinh vành đai chính được phát hiện ngày 5 tháng 10 năm 1994 bởi F. Borngen ở Tautenburg.